# Therm
Therm (kí hiệu: thm) là một phi đơn vị SI của năng lượng nhiệt tương đương với 100000   Đơn vị nhiệt Anh (Btu). Nó xấp xỉ năng lượng tương đương với việc đốt cháy 100 foot khối (2,83 mét khối) - thường được gọi là 1 CCF - của khí thiên nhiên.
Do các đồng hồ đo khí thiên nhiên đo thể tích chứ không phải hàm lượng năng lượng, một hệ số nhiệt được các công ty khí tự nhiên sử dụng để chuyển đổi thể tích khí sử dụng thành nhiệt tương đương, và do đó tính toán mức sử dụng năng lượng thực tế. Hệ số nhiệt thường được biểu thị bằng đơn vị nhiệt trên mỗi CCF. Nó sẽ thay đổi với sự pha trộn của hydrocarbon trong khí tự nhiên. Khí tự nhiên có nồng độ cao hơn trung bình của etan, propane hoặc butan sẽ có hệ số nhiệt cao hơn. Các tạp chất, chẳng hạn như carbon dioxide hoặc nitơ, làm giảm hệ số nhiệt.
Thể tích của khí được tính như thể được đo ở nhiệt độ và áp suất tiêu chuẩn (STP).
Một therm tương đương với khoảng 1055 megajoules, 25200 kilocalories, hoặc 293 kilowatt-giờ. Một therm cũng có thể được cung cấp bởi khoảng 96,7 foot khối (2,74 m3)  khí thiên nhiên. Therm đôi khi bị nhầm lẫn với thermie. Tên của cả hai đơn vị xuất phát từ tiếng Hy Lạp chỉ nhiệt.

## Định nghĩa
- Therm (EC) ≡ 100000 BTUISO[2]
= 105506000 joules
≈ 293072 kWh
Therm (EC) thường được dùng bởi các kĩ sư ở Hoa Kỳ.
- Therm (US) ≡ 100000 BTU59 °F[3]
= 105480400 joules
≈ 293001111111111 kWh.
- Therm (UK) ≡ 105505585257348 joules[4]
≡ 293071070159300 kWh

10 therm được gọi là decatherm (đôi khi, dekatherm; thường được viết tắt là Dth), là 1000000   Btu (bất kì loại nào). Các chữ viết tắt phổ biến khác là MDth cho 1000 decatherm và MMDth cho 1000000 decatherm.  

## Sử dụng
Các quy định của Vương quốc Anh đã được sửa đổi để thay thế therm bằng joule có hiệu lực từ năm 1999, với khí thiên nhiên thường được bán lẻ trong đơn vị dẫn xuất, kilowatt-giờ. Mặc dù vậy, thị trường  bán gas ở Anh giao dịch bằng therm. Tại Hoa Kỳ, khí đốt thiên nhiên thường được lập hóa đơn có đơn vị CCF (hàng trăm feet khối) hoặc therm.

## Lượng thải carbon
Theo EPA, đốt cháy một therm khí thiên nhiên tạo ra trung bình 5,3 kg (11,7 lb)     carbon dioxide.